# 董道醇
董道醇（1537年—1588年），字子儒，號龍山，浙江湖州府烏程縣人，明朝政治人物，萬曆癸未進士，官至南京工科給事中。

## 生平
萬曆元年（1573年）癸酉科應天府鄉試第七十三名，萬曆十一年（1583年）癸未科第三甲第一百九十一名進士。吏部觀政，次年授行人，十六年选授南京工科给事中，奉使入蜀，感瘴得疾，同年冬先于父卒，年五十二。

## 家族
曾祖父董庠，贈吏部左侍郎兼翰林院學士；祖父董環，累贈吏部左侍郎兼翰林院學士；父親董份，曾任禮部尚書兼翰林院學士。母顧氏（封孺人 累贈淑人）；繼母吳氏（封淑人）。具庆下。
元配茅氏生子董嗣成，侧室齊氏（1553年-1625年）乙亥年（1575年）生次子董嗣茂，號方白居士，娶孙继皋之女，继娶顧氏，有子董式，一女嫁温体仁之子温儼，一女嫁茅瑞徵第三子允武；乙酉年（1585年）生第五子董嗣暐，字幼函，娶御史茅國縉之女。侧室沈氏生三子董嗣昭。
第六子董斯张，原名嗣暲，字然明，号遐周，又号藉庵。廪贡生。有《静啸斋集》，年四十三，崇祯元年卒。